# Medial
Medial är en anatomisk term som avser en position in mot kroppens centralaxel. Nyckelbenets (clavicula) led mot bröstbenet (sternum) utgör till exempel benets mediala ände.

## Etymologi
Medium är från 1580-talet, ett mellanläge på kvalitet eller grad från latinets medium i mitten, mitt, center, intervall. Också använt som det adjektiva neutrumet, medius, medial, i betydelsen mellanliggande organ, kanal för kommunikation från 1500-talet. Betydelsen person som förmedlar andliga meddelanden har hittats i dokument från 1853, från begreppet substans genom vilken något leds.